# 日置俊次
日置俊次（ひおき しゅんじ、1961年）は、日本の歌人、小説家、日本近代文学研究者、青山学院大学文学部教授。専門は横光利一、夏目漱石、芥川龍之介、宮沢賢治、窪田空穂、井伏鱒二、太宰治、中島敦、正岡子規、村上春樹、泉鏡花などの作家論のほか、宮崎駿、細田守などを始めとする現代アニメーション論。また、馬場あき子、岩田正などを始めとする現代短歌論。

## 来歴
岐阜県中津川市生まれ。東京大学文学部国文学科卒業。在学中、サンケイ・スカラシップ奨学生としてフランスへ留学、エクス・マルセーユ第1大学にて言語学を専攻、その後東京大学大学院人文科学研究科修士課程修了、博士課程中退。フランス政府給費留学生としてソルボンヌのパリ第3大学大学院博士課程で比較文学専攻、DEA取得。
帰国後、東京医科歯科大学教養部に専任講師として着任、のちに助教授。日本学術振興会海外特別研究員として、再び渡仏し、パリ第3大学にて研究に従事。その後、青山学院大学文学部日本文学科助教授、のちに教授。在外研究員として、台湾大学で研究に従事。青山学院大学ジェロントロジー研究所設立準備委員（2017年～）、ジェロントロジー研究所研究員（2018年～教授と併任）。
馬場あき子に師事し、多くの短歌作品を発表。馬場あき子創刊の歌誌『かりん』編集委員、選歌委員。2000年朝日歌壇賞、2002年第22回かりん賞、2004年「ノートル・ダムの椅子」50首で第50回角川短歌賞次席、2006年歌集『ノートル・ダムの椅子』で第50回現代歌人協会賞受賞。（※そのほか歌集等に掲載の略歴を参照）
YouTubeで「日本近代文学特別講義」を継続中。またアメーバブログ「日置研究室」やフェイスブックなどでも情報を精力的に発信している。

## 著書

### 単著
- 『歌集 ノートル・ダムの椅子』 角川書店 21世紀歌人シリーズ かりん叢書　2005
- 『歌集 記憶の固執』 角川書店 かりん叢書 2007
- 『歌集 愛の挨拶』 角川書店 かりん叢書 2009
- 『歌集 ダルメシアンの家』 短歌研究社 かりん叢書 2012
- 『歌集 ダルメシアンの壺』 短歌研究社 かりん叢書 2014
- 『歌集 落ち葉の墓』 短歌研究社 かりん叢書 2015
- 『歌集 地獄谷』書肆侃侃房 かりん叢書 2018
- 『歌集 ラヴェンダーの翳り』書肆侃侃房 かりん叢書 2019
- 『歌集 おまへに悪かつた』日置研究室 かりん叢書 2021
- 『歌集 ウーシャントンクー』日置研究室 かりん叢書 2022
- 『歌集 その波の炎を渡り』日置研究室 2023　電子版
- 小説『エメラルドの夜』はるかぜ書房 2021
- 小説『サファイアの夜明け』日置研究室 2021
- 小説『エメラルドの夜』電子版　日置研究室 2023
- 小説『サファイアの夜明け』電子版　日置研究室 2023
- 小説『昼下がりのルビー』電子版　日置研究室 2023
- 小説集『瀧と白鳥』電子版　日置研究室 2023
- 小説集『ありうべからざる朝』電子版　日置研究室 2023
- 小説集『華やかな散歩』電子版　日置研究室 2023
- 小説集『イレーヌの髪』電子版　日置研究室 2024
- 資料集『印象派の絵画』電子版　日置研究室 202４

### 共著
- 岩田正、大井学、森川多佳子、田村広志、米川千嘉子、藤室苑子、日置俊次共編著 『窪田空穂の歌』 角川学芸ブックス 2008
- 野山嘉正編『詩う作家たち――詩と小説のあいだ――』至文堂　1997
- 田口律男編『横光利一』若草書房　1999
- 栗坪良樹・柘植光彦編『村上春樹スタディーズ04』若草書房　1999
- 松本武夫編『井伏鱒二『山椒魚』作品論集』クレス出版　2001
- 石田仁志・渋谷香織・中村三春編『横光利一の文学世界』翰林書房　2006
- 飛高隆夫・野山嘉正編『展望日本の詩歌　第７巻　短歌Ⅱ』明治書院　2007
- 飛高隆夫・野山嘉正編『展望日本の詩歌　第８巻　短歌Ⅲ』明治書院　2008
- 井上謙・掛野剛史・井上明芳編『横光利一　歐洲との出会い』おうふう　2009

## 論文
（すべて単著）
- 「横光利一試論――「蝿」と「日輪」について――」「国語と国文学」1990/03
- 「井伏鱒二「山椒魚」試論」「日本近代文学」1991/10
- 「横光利一試論――『春は馬車に乗つて』における死の象徴化――」「日本近代文学」1996/10
- 「中島敦「山月記」論」「東京医科歯科大学教養部研究紀要」1997/03
- 「村上春樹「ねじまき鳥クロニクル」試論」「日本文学」(日本文学協会)　1998/06
- 「芥川龍之介「羅生門」論」「青山語文」2005/03
- 「太宰治論　――「走れメロス」から「津軽」へ――」「青山語文」2010/03
- 「馬場あき子論　――『南島』を中心に――」「昭和文学研究」2011/09
- 「孤独な分身――窪田空穂の作歌法――」「青山語文」2012/03
- 「宮澤賢治「やまなし」再論」「青山語文」2013/03
- 「細田守「おおかみこどもの雨と雪」論」「青山スタンダード論集」2014/01
- 「井伏鱒二「山椒魚」新論　――「トムとジェリー理論」をめぐって――」「青山学院大学文学部紀要」2015/03
- 「正岡子規論――「瓶にさす藤の花ぶさみじかければ」の歌について――」「青山語文」 2016/03
- 「苦悶と喜びと――子規における時間と距離」「現代短歌」2017/05
- 「芥川龍之介「羅生門」論――下人の太刀について――」「青山語文」2018/03
- 「泉鏡花「外科室」論――分身という方法――」「青山学院大学文学部紀要」2018/03
- 「宮崎駿「となりのトトロ」論――少女と老女という思想――」「青山スタンダード論集」 2019/01
- 「夏目漱石と能――素人としての自己劇化――」「青山学院大学文学部紀要」2019/03
- 「井伏鱒二「山椒魚」論――もっともらしい嘘について――」「青山語文」2019/03
- 「横光利一「蠅」新論ーーモーパッサンの影響を中心に――」「青山スタンダード論集」2020/01
- 「芥川龍之介「藪の中」論――竹に隠された秘密――」「青山学院大学文学部紀要」2020/03
- 「太宰治「走れメロス」論――赤い色について――」「青山語文」2020/03
- 「宮澤賢治「おきなぐさ」論――太陽のもとでの転生――」「青山学院大学文学部紀要」2021/03
- 「横光利一におけるシェイクスピア翻訳劇の影響――「日輪」を中心に――」「横光利一研究」2021/03
- 「芥川龍之介「奉教人の死」論――「女の力」をめぐって――」「青山語文」2021/03
- 「横光利一「赤い着物」論――赤色の源泉にあるもの――」「青山スタンダード論集」2021/01
- 「芥川龍之介「羅生門」の起源――「羅生門の鬼」伝説をめぐって」「青山学院大学文学部紀要」2022/03
- 「芥川龍之介「地獄変」論――ジャンヌ・ダルクとの関わり――」「青山語文」2022/03

　※そのほか多数。リンクを参照
- CiNii日置俊次

## 所属学会
- 日本近代文学会
- 昭和文学会
- 横光利一文学会
- 東京大学国語国文学会
- 青山学院大学日本文学会